# Český skauting

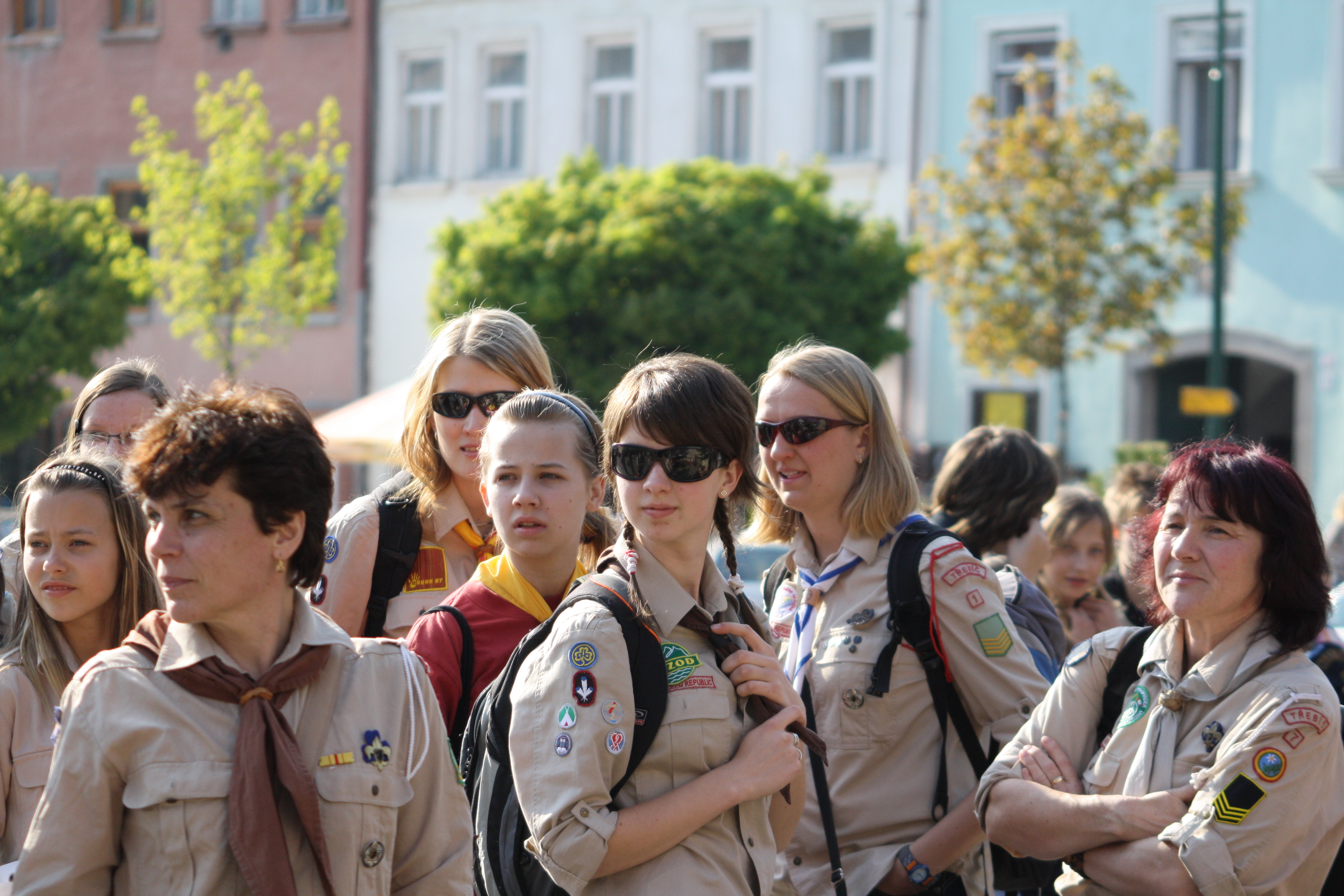
Skautky na třebíčském Karlově náměstí při Dnu v krojích (24. dubna 2009)

Skauting v Česku je součástí celosvětového skautského hnutí, založeného na počátku 20. století Robertem Badenem-Powellem v Anglii. Cílem hnutí je výchova mladých lidí k plnění povinností vůči sobě, svému okolí a vyšším principům a hodnotám.
Za ideového otce českého skautingu je považován Antonín Benjamin Svojsík, který kromě britského skautingu čerpal i z tradice lesní moudrosti (woodcraftu) Ernesta Thompsona Setona. V českých zemích působí skautské spolky od roku 1911; v současnosti má několik českých skautských organizací dohromady více než sedmdesát tisíc členů.

## Současné skautské organizace v Česku
Největší česká skautská organizace se nazývá Junák – český skaut. V současné době (2023) je Junák největší dětskou organizací v Česku s více než 75 000 členy a zažívá rychlý růst členské základny.
Z nejrůznějších důvodů (ideologických, organizačních) kromě této organizace existují ještě další (podstatně menší) skautské organizace, které však nejsou členy celosvětových skautských sdružení WOSM nebo WAGGGS:
- Svaz skautů a skautek České republiky – člen WFIS
- Skaut - český skauting ABS – člen WFIS
- YMCA skauti
- FSE – Skauti Evropy
- Skaut – S.S.V. (skauti a skautky vpřed)[5]
- Klub Pathfinder
- Harcerstwo Polskie w Republice Czeskiej
- Skautský oddíl Velena Fanderlika
- Mladí Dobrodruzi
- Centrum Rejnok, z.s.
- Dorostová unie

Samostatným hnutím návratu k přírodě, „útěku do lesů“, blízkým junáctví, který se v České republice rozvinul, je tramping, založený na individualitě, živelnosti mimo organizace, avšak s tradicí pravidel slušnosti a ohleduplnosti vůči přírodě. Tramping byl zároveň původně označován jako "divoký skauting", dokud nenašel své pojmenování tramping inspirované romány Jacka Londona.

## Činnost

### Akce pro veřejnost
Čeští skauti pořádají řadu akcí pro veřejnost, například před Vánoci rozvážejí po celé zemi Betlémské světlo.

### Specifika
Světově unikátním prvkem českého skautingu je táboření v podsadových stanech.
Formulace skautského slibu v největší domácí skautské organizaci Junák – český skaut neobsahuje explicitní odkaz na Boha a byla proto předmětem kontroverzí při jednání o přijetí obnoveného Junáka do mezinárodních skautských organizací po Sametové revoluci.

## Historie

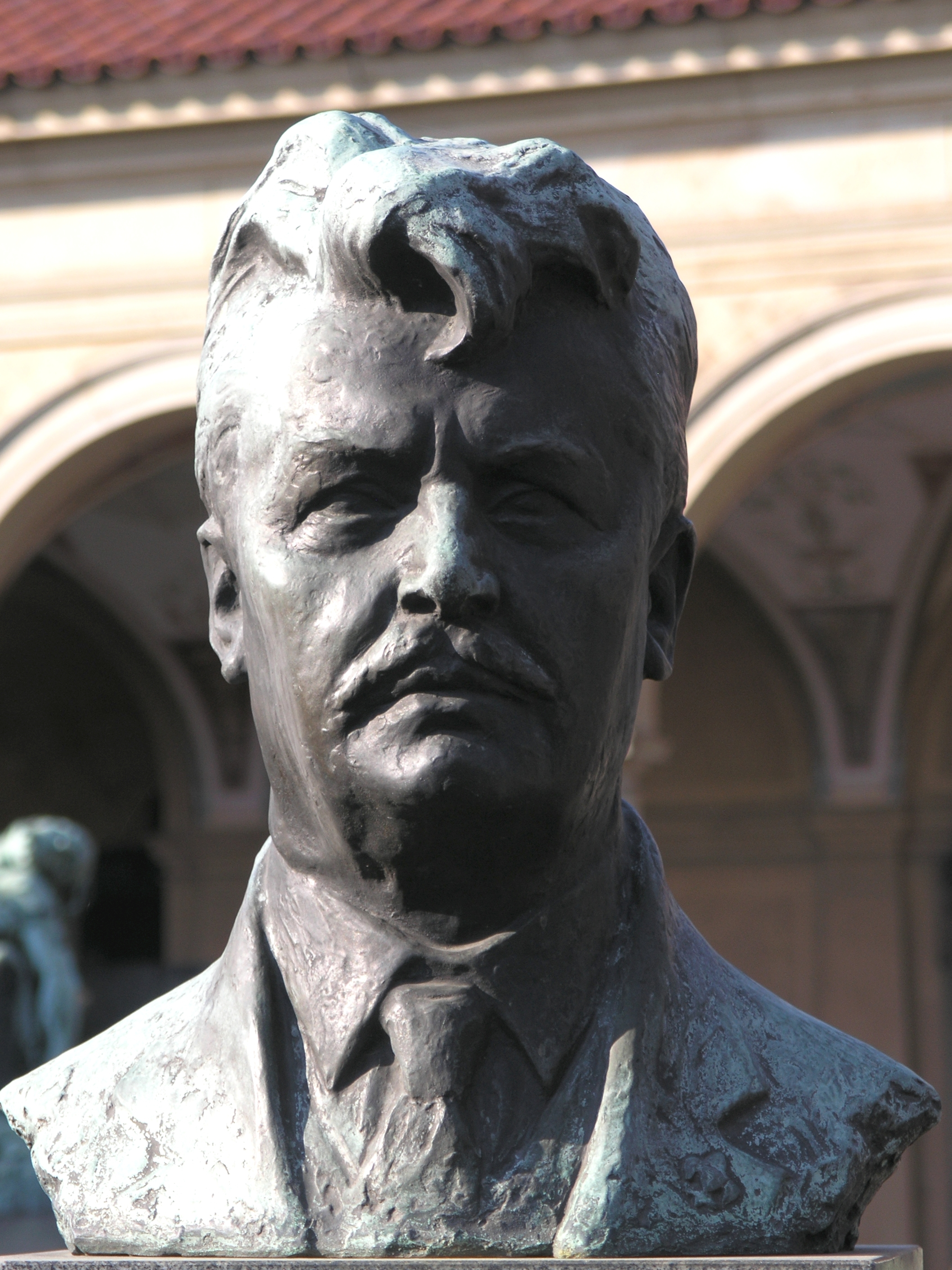
Zakladatel českého skautingu A. B. Svojsík

Zakladatelem českého skautingu byl středoškolský profesor a první náčelník skautské organizace Antonín Benjamin Svojsík, který vycházel ze skautingu Baden-Powellova. Neméně výrazný vliv měl na obsah českého skautingu před první světovou válkou a v meziválečné době i kanadský spisovatel a zálesák Ernest Thompson Seton, který u nás působil hlavně skrze Miloše Seiferta, ale Svojsíka rovněž významně ovlivnil. Ve skutečnosti to byla především jeho díla, která v prvních desetiletích 20. století výrazně ovlivňovala činnost českých skautů, ať už se formálně hlásili ke Svojsíkovu Junáctví nebo k woodcraftu. Ve 20. a 30. letech se rozvíjel samostatný směr rodinného skautingu representovaný např. skauty táborníky. Český skauting byl také od počátku uskupením nenáboženským, byť zvláště s woodcraftem do něho nepřímo pronikaly některé prvky spirituality a od sametové revoluce je duchovní dimenze skautingu plně přítomna ve slibu i principech většiny organizací. Český skauting poválečný a v závěru šedesátých let se ideově hledal. Hlavní organizace českých skautů byla i přes snahu neprovokovat nový totalitní systém třikrát rozpuštěna (1940, 1950, 1970). Český skauting po roce 1989 opět reprezentuje celá řada nezávislých spolků, které se svůj program snaží upravit pro potřeby a zájmy dětí 21. století.